# Анунд III Якоб
Анунд III Якоб (24 липня між 1007 та 1009 — 1050) — король Швеції у 1022–1050 роках.

## Життєпис
Походив з династії Інґлінґів. Син Улофа III, короля Швеції, та Естрід Ободритської. При народженні отримав християнське ім'я Якоб. У 1019 році повсталі погани захопили столицю Упсалу та оголосили Якоба новим королем. Тоді ж він прийняв давньошведське ім'я Анунд. Втім незабаром дійшов згоди із батьком, з яким розділив правління. У 1022 році після смерті Улофа III Ананд Якоб перебрав усю владу.
Незабаром уклав військовий союз з норвезьким королем Олафом II проти Канута Великого, короля Данії. У 1026 році війська Ананда III вдерлися до данських володінь на півдні Скандинавії (сучасна провінція Сконе). Втім того ж року об'єднані шведсько-норвезькі сили зазнали цілковитої поразки від данців у битві при Хелґе. Після цього армія Канута перейшла у наступ до споконвічних володінь Швеції й у 1027 році захопила важливе місто Сіґтуну. Лише у 1030 році Ананду Якобу вдалося звільнити свої землі від ворогів. На честь цього він почав карбувати перші свої монети.
Після цього Ананд зміг суттєво зміцнив своє становище в середині країни, де перейшов у наступ на прихильників поганства, стверджуючи усюди вплив християнської церкви.
Водночас, намагаючись послабити Данію, у 1030 році надав допомогу Олафу II, щоб той відвоював собі трон Норвегії. Проте останній зазнав поразки й загинув. Втім Ананд Якоб у 1035 році надав допомогу сину Олафа — Магнусу Доброму. Цього разу спільний похід був вдалим — союзники відбили Норвегію у данців. Проте після того, як у 1042 році Маґнус став також королем Данії, Анунд III підтримав претендента на данський трон Свейна Естрідсена, завдяки чому останній у 1047 році став королем Данії.